# Elsje de Wit
Elsje de Wit was een typetje dat te zien was in de televisieseries van Wim Schippers die hij in de jaren 80 voor de VPRO maakte.
Het personage Elsje de Wit werd gestalte gegeven door de actrice Janine van Elzakker, die ook de rollen speelde van  Wilhelmina Kuttje jr., Jacqueline van Benthem en Anneke Rol in het radioprogramma Ronflonflon met Jacques Plafond, dat werd uitgezonden van 1984 tot 1991 en de daarvan afgeleide televisieserie Plafond over de vloer. 
Ze kwam voor het eerst voor in 1982 in de tweede serie van De Lachende Scheerkwast en was daar receptioniste op het kantoor van Frits van Zanten (Ferd Hugas). Ze was daar aangenomen door Theo Drissen (Bob van Tol) met wie ze een verhouding kreeg ondanks dat hij getrouwd was. 
In 1984 was ze ook te zien in Opzoek naar Yolanda, waarin ze de vriendin speelde van Boy Bensdorp (Rob van Houten). Samen met Boy Bensdorp runde ze het uiterst smerige en onhygiënische Boy Bensdorp's Cafétaria. In de laatste aflevering trouwde ze met Boy (ze was vijf keer eerder getrouwd geweest).
Van 1984 tot 1991 was ze regelmatig te horen in het radioprogramma Ronflonflon en in 1986 was ze ook te zien in de televisieserie, waarbij ze op woensdagavond zwartwerkte bij het restaurant Potverdomme van Henk J. Pal (Cees Schouwenaar).
Elsje was een blonde eigenzinnige vrouw met een hoge schelle stem en ze was overtuigd van het feminisme. Daarnaast was ze lid van de meidengroep de Gleufjes waar onder meer ook Merel Vos, de dochter van Jan Vos (Clous van Mechelen) deel van uitmaakte. De Gleufjes hadden een hit(je) met het feministische nummer Wat een lul.